# Південна Азія

Південна Азія

Південна Азія — регіон Азії. У фізико-географічному розумінні до Південної Азії належать півострів Індостан, Індо-Гангська низовина та Гімалаї, а також острів Шрі-Ланка та низка дрібніших островів.

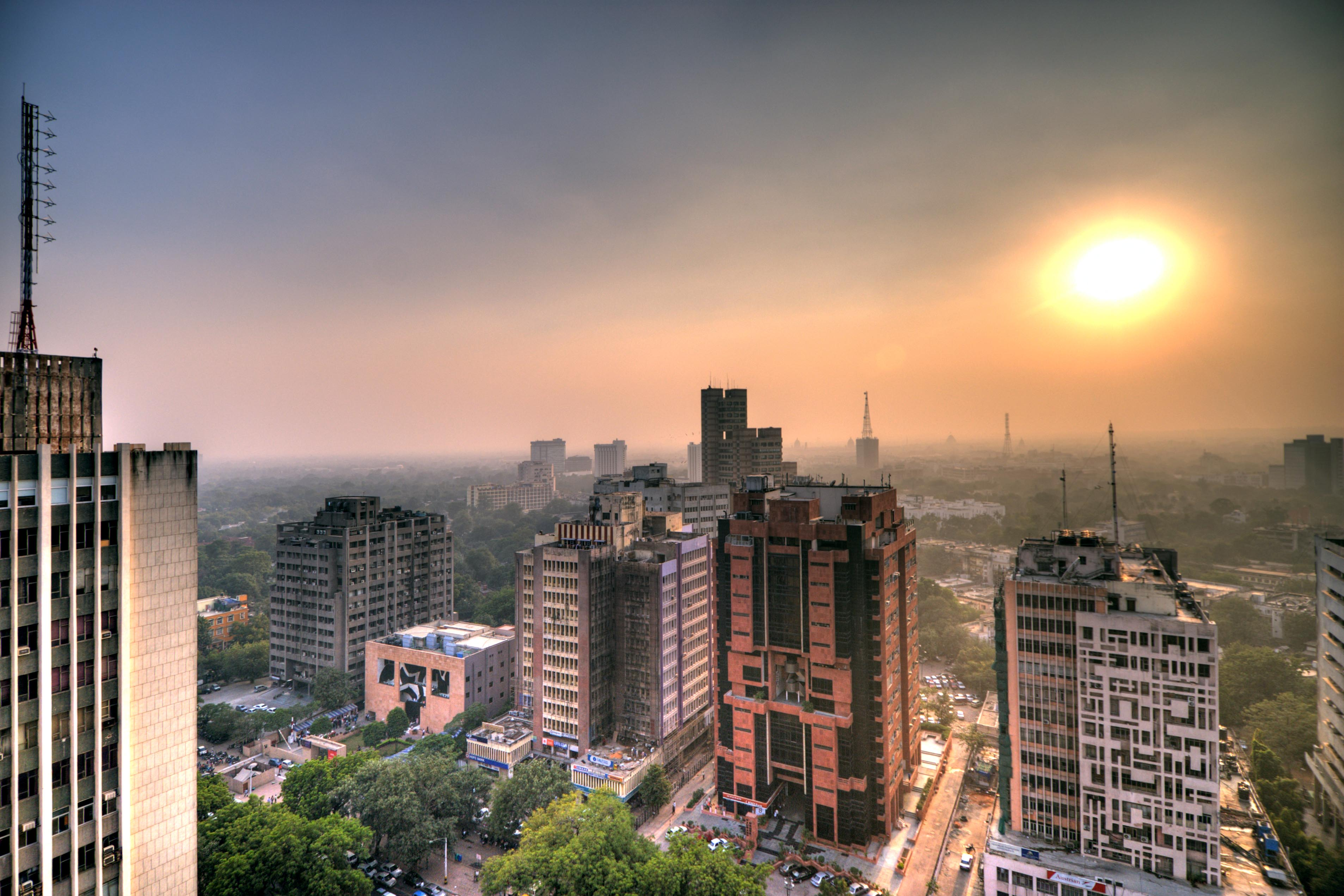
Делі

У політико-географічному плані до Південної Азії належать такі держави: Індія, Пакистан, Афганістан, Бангладеш, Непал, Бутан, Шрі-Ланка, Мальдіви.
Південна Азія охоплює територію 4,5 мільйона км² (10 % всієї Азії та 3 % всього суходолу світу), але її населення становить 40 % населення Азії та 22 % населення світу.

## Найбільші міста

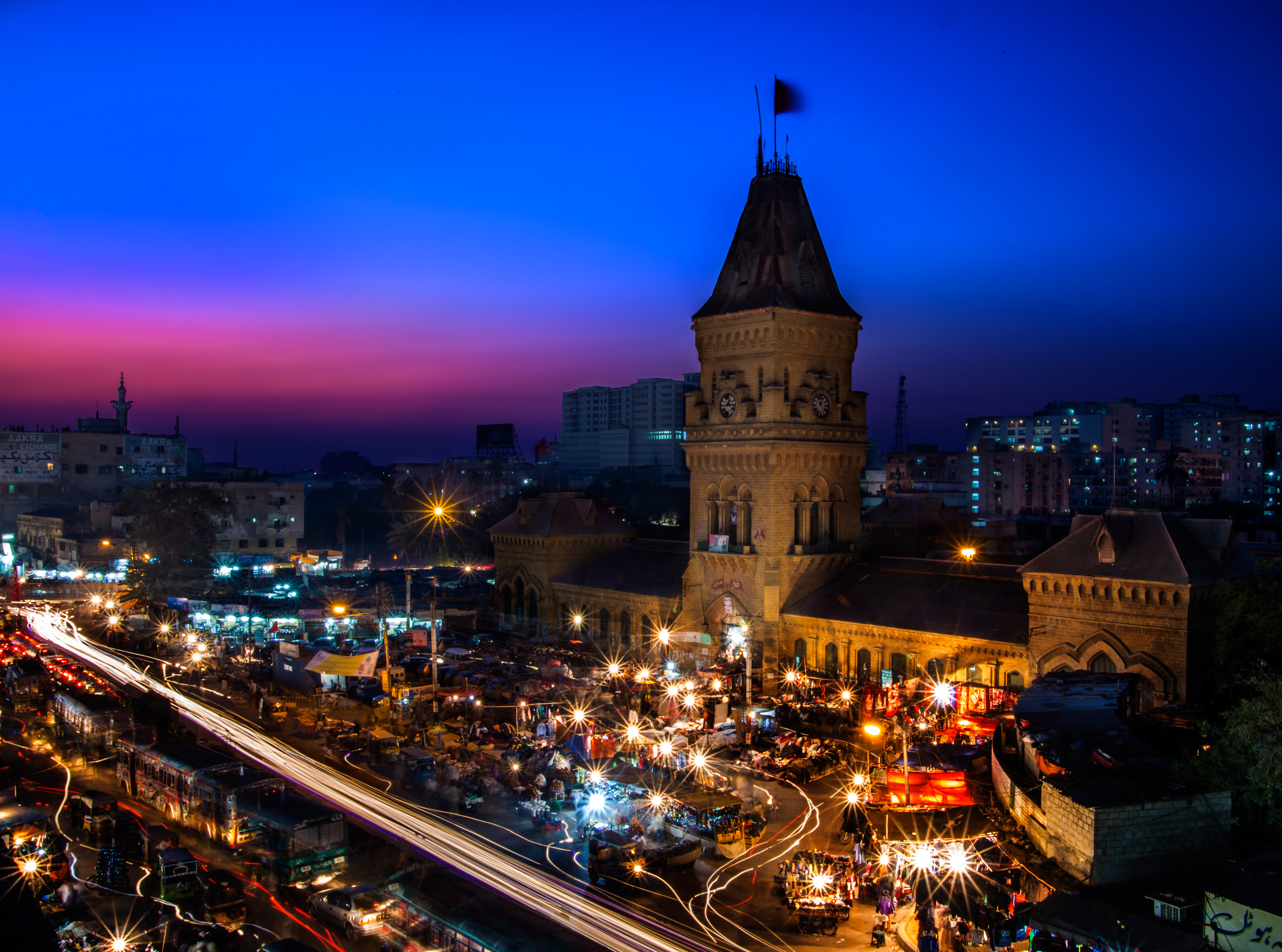
Карачі

| Номер | Місто      | Країна    | Населення  | Площа (км2) | Щільність (/км2) |
| ----- | ---------- | --------- | ---------- | ----------- | ---------------- |
| 1     | Делі       | Індія     | 24,998,000 | 2,072       | 12,100           |
| 2     | Карачі     | Пакистан  | 22,123,000 | 945         | 23,400           |
| 3     | Мумбаї     | Індія     | 17,712,000 | 546         | 32,400           |
| 4     | Дакка      | Бангладеш | 15,669,000 | 360         | 43,500           |
| 5     | Колката    | Індія     | 14,667,000 | 1,204       | 12,200           |
| 6     | Лахор      | Пакистан  | 10,052,000 | 790         | 12,700           |
| 7     | Бенґалуру  | Індія     | 9,807,000  | 1,116       | 8,400            |
| 8     | Ченнаї     | Індія     | 9,714,000  | 375         | 25,900           |
| 9     | Хайдерабад | Індія     | 8,754,000  | 971         | 10,000           |
| 10    | Ахмедабад  | Індія     | 7,186,000  | 350         | 20,600           |

## Економіка
| Країна     | Населення (млн) | ВВП (номінал) | ВВП (ПКС)    |
| ---------- | --------------- | ------------- | ------------ |
| Афганістан | 32              | $21,3 млрд    | $63,5 млрд   |
| Бангладеш  | 159             | $205,3 млрд   | $572,6 млрд  |
| Бутан      | 0.779           | $2,2 млрд     | $6,3 млрд    |
| Індія      | 1,276.2         | $2308 млрд    | $7996,6 млрд |
| Мальдіви   | 0.38            | $3,0 млрд     | $5,2 млрд    |
| Непал      | 28.4            | $21,6 млрд    | $70,7 млрд   |
| Пакистан   | 190.4           | $250 млрд     | $928,0 млрд  |
| Шрі-Ланка  | 21.7            | $80,4 млрд    | $233,7 млрд  |

## Управління
| Країна     | Столиця   | Валюта                   | Уряд                                          | Державна мова                    | Герб |
| ---------- | --------- | ------------------------ | --------------------------------------------- | -------------------------------- | ---- |
| Афганістан | Кабул     | Афгані                   | Президентська Ісламська республіка            | Пушту Дарі                       |      |
| Бангладеш  | Дакка     | Бангладеська така        | Унітарна держава, парламентська республіка    | Бенгальська мова                 |      |
| Бутан      | Тхімпху   | Нгултрум Індійська рупія | Унітарна парламентська конституційна монархія | Дзонг-ке                         |      |
| Індія      | Нью-Делі  | Індійська рупія          | Федеральна парламентська республіка           | Гінді Англійська мова            |      |
| Мальдіви   | Мале      | Мальдівська руфія        | Унітарна президентська республіка             | Мальдівська мова                 |      |
| Непал      | Катманду  | Непальська рупія         | Федеральна республіка                         | Непальська мова                  |      |
| Пакистан   | Ісламабад | Пакистанська рупія       | Федеральна республіка, Ісламська республіка   | Урду Англійська мова             |      |
| Шрі-Ланка  | Коломбо   | Рупія Шрі-Ланки          | Унітарна держава                              | Сингальська мова Тамільська мова |      |

### Частково
| Країна чи Регіон                          | Столиця      | Валюта          | Уряд                           | Державна мова   | Герб |
| ----------------------------------------- | ------------ | --------------- | ------------------------------ | --------------- | ---- |
| Британська територія в Індійському океані | Дієго-Гарсія | Долар США       | Британські заморські території | Англійська мова |      |
| М'янма                                    | Найп'їдо     | М'янмський к'ят | Президентська республіка       | Бірманська мова |      |
| Тибет                                     | Лхаса        | Юань Женьміньбі | Автономний район               |                 |      |